# 岡崎準
岡崎 準（おかざき じゅん、1960年7月27日 - ）は、地方競馬の福山競馬場・江口秀博厩舎に所属していた元騎手。勝負服は胴青・袖黄・胴袖白星散らし（1977年〜2000年）→胴緑・袖黄・胴袖白星散らし（2001年〜引退まで）。島根県出身。

## 来歴
中学時代に知り合いの馬主に誘われて益田競馬場でレースを観戦した事がきっかけで騎手を志す。
地方競馬教養センター修了後、地方競馬騎手免許を取得し益田競馬場・田原義友厩舎からデビュー。1977年10月15日益田競馬第5競走でカクノパワーに初騎乗（7頭立て6着）。同年10月22日益田競馬第2競走でムーテイエホープに騎乗し、初勝利。
デビュー後から頭角を現すと、3年目の1979年から1982年にかけて4年連続で益田競馬のリーディングを獲得し、「日本海が生んだ天才魔術師（マジシャン）」と称された。
益田競馬の重賞レースで最も格上とされる日本海特別を5連勝する等（1990年〜1992年）、益田競馬場の看板ジョッキーとして活躍していたが、1996年に福山競馬場へ移籍。
1997年3月2日第19回福山競馬5日目第9競走福山花市場賞をサンワテイオーに騎乗（8頭立て2番人気）して勝利し、地方競馬通算2000勝達成。
1999年6月17日、第8回ゴールデンジョッキーカップに出場。総合成績は6位（第1戦7着、第2戦3着、第3戦10着）。
2000年9月7日、第9回ゴールデンジョッキーカップに出場。総合成績は5位（第1戦9着、第2戦3着、第3戦4着）。
2001年9月6日、第10回ゴールデンジョッキーカップに出場。総合成績は5位（第1戦6着、第2戦2着、第3戦9着）。
2006年4月9日から6月9日まで南関東公営競馬で期間限定騎乗を行った。南関東での所属は大井競馬場・藤江昭徳厩舎。
2010年、スーパージョッキーズトライアルに初出場。総合成績は13位（第1戦9着、第2戦9着、第3戦8着、第4戦7着）。
2012年2月26日第21回福山競馬2日目第10競走サラ系3歳一般戦をハンミョウに騎乗（9頭立て1番人気）して勝利し、16368戦目にして地方競馬通算3000勝達成。地方競馬では史上20人目、福山競馬場の所属騎手としては初の3000勝達成騎手となった。
2013年3月、福山競馬場の廃止に伴い引退。
地方通算成績は16885戦3071勝・2着2458回・3着2184回・勝率18.2%・連対率32.7%。
引退後は名古屋競馬場で厩務員を務めている。

## 人物・エピソード
- 岡崎の勝負服は胴に散りばめられた星の数が騎手名鑑や早い時は1レースごとに増減することがあったが、これは勝負服がリバーシブル仕立てで裏返すと柄が変わる仕組みになっていたからである。

## 受賞歴
- NARグランプリ優秀騎手賞（1991年・1992年・1993年）
- 福山競馬フェアプレイ賞（2010年）
- NARグランプリ特別賞（2012年）

## 主な騎乗馬
- レビンキヤンター（1978年人麿特別・夏、1979年日本海特別・夏）
- ゼネラルヒコーキ（1979年蟠龍湖特別・夏、人麿特別・冬）
- カクノパワー（1979年人麿特別・夏、蟠龍湖特別・冬、1980年蟠龍湖特別・夏）
- エイトリユウデン（1979年若鮎特別）
- コマツトツプレデイ（1981年益田優駿）
- エチゼンヒーロー（1982年人麿特別・冬）
- リユウセンジユ（1983年日本海特別・冬）
- ダイロクフレーム（1984年日本海特別・冬）
- ニホンカイカツプ（1984年若鮎特別）
- オオタジヤンボ（1985年人麿特別・冬）
- テツトレデー（1986年人麿特別・夏）
- ユキノエルザ（1986年益田大賞典、1990年日本海特別・夏）
- ホクセツサクラ（1987年人麿特別・夏）
- ヒロタケドラゴン（1987年人麿特別・冬）
- トモジユニア（1988年益田優駿）
- グラマンエチユード（1988年益田大賞典）
- リーダーカツプ（1989年人麿特別・夏）
- ホウワトスター（1990年日本海特別・冬）
- キタノヒデノ（1990年人麿特別・夏）
- ホウワサカエ（1990年益田大賞典）
- マルトヨフレツシユ（1990年人麿特別・冬）
- マイテイーラツキー（1991年日本海特別・冬）
- マルベリープレイン（1991年益田優駿）
- ニホンカイローレル（1991年日本海特別・夏、益田大賞典、1992年日本海特別・冬）
- バスク（1991年若鮎特別、1992年園田・益田・福山交流特別、益田優駿）
- ヤマニンセンプー（1992年人麿特別・冬）
- ライジングフアスト（1992年益田大賞典）
- アイスマン（1993年益田優駿）
- ニホンカイルーチェ（1993年益田大賞典）
- シルキートップ（1993年若鮎特別、1994年園田・益田・福山交流特別）
- ヒンメルエスティ（1994年若鮎特別）
- ニホンカイテイオー（1994年人麿特別・冬）
- レトロ（1995年益田優駿）
- ヤナイジョージ（1995年日本海特別・夏）
- ハシルタイヨウ（1996年銀杯）
- サンワテイオー（1997年福山マイラーズカップ、ローゼンホーマ記念、福山桜花賞、福山菊花賞）
- ミナミセンプウ（1998年ローゼンホーマ記念、福山桜花賞）
- マジックフエルド（1998年クイーンカップ、アラブ王冠）
- ステイブルライン（1999年福山マイラーズカップ）
- フジナミハンター（2000年新春賞）
- モナクマリン（2000年鞆の浦賞）
- ホワイトキャンプ（2001年ヤングチャンピオン、2003年九州アラブ栄冠）
- ユキノホマレ（2003年福山大賞典、福山桜花賞、福山菊花賞）
- クロイチョキンバコ（2004年銀杯）
- ユメオウウマ（2007年キングカップ）
- モエロアルカング（2007年福山ダービー）
- ヤングブレイヴ（2008年新春賞）
- デラノキセキ（2008年アラブ新春賞、紅葉賞）
- ブラックパワー（2008年金杯）
- フォーインワン（2010年若駒賞）
- サマースピード（2012年福山菊花賞）
- ダイワシークレット（2013年いろは丸賞）

出典: